# Magnús Ólafsson
Magnús Ólafsson (né Magnús Ólafsson í Laufási en 1573 et mort en 1636) est un érudit islandais. Il fut recteur à Nole (1621), puis pasteur à Laufaas en 1622.
On a de lui : Specimen lexici runici (Copenhague, 1650, in-fol.) ; De poesi islandica, publié à la suite de la Litteratura runica de Wormius, et une traduction latine manuscrite de l’Edda, dont Resen s’est beaucoup servi : Laufás Edda (Edda Magnúsar Ólafssonar).

## Source
- Grand dictionnaire universel du XIXe siècle